# Lord of Vermilion: The Crimson King
Lord of Vermilion: The Crimson King (ロード オブ ヴァーミリオン 紅蓮の王?, Rōdo obu Vāmirion Guren no Ō) è un adattamento anime del quarto capitolo Lord of Vermilion noto franchise Square Enix.
La serie ruota attorno a Chihiro Kamina, uno studente universitario apparentemente normale che vive a Tokyo. La sua vita si trasforma in un caos totale in seguito all'evento apocalittico noto come "Il Grande Crollo" e i suoi poteri nascosti vengono successivamente risvegliati. Dopo aver incontrato altre persone con poteri come il suo, Chihiro deve trovare la volontà di sopravvivere e raggiungere il suo destino di "Lord of Vermilion".

## Trama
Tredici anni fa, Chihiro Kamina si trasferì con il suo migliore amico dopo un disastroso incidente. Oggi è solo un normale studente universitario a Tokyo. Tuttavia, il 29 gennaio, un misterioso squillo mette fuori gioco tutti gli abitanti della città, lui compreso, che provocando una misteriosa nebbia rossa. Le vittime in coma hanno iniziato a risvegliarsi solo una settimana dopo l'incidente mentre Chihiro si sveglia solo quasi cinque mesi più tardi. L'incidente, ora noto come il Grande Crollo, ha fatto apparire misteriose creature, tra cui delle piante giganti. Quando a Chihiro viene inflitta una ferita apparentemente fatale, la sua vita si trasforma in un caos totale e ora deve combattere contro coloro che hanno poteri simili a quelli che ha appena risvegliato, deve trovare un modo per proteggersi e raggiungere il suo destino.

## Personaggi

### Chiesa di Mathlus
Chihiro Kamina (神名 千尋?, Kamina Chihiro)
Doppiato da: Yūki Kaji
Chihiro è un ragazzo dai capelli grigi e gli occhi viola. Quando viene trasformato, il suo braccio si trasforma in un'arma appuntita dal sangue. Ha un'enorme quantità di potenza pura, che lo rende il candidato più probabile a diventare il Lord of Vermilion. Tredici anni fa, sua madre Mitsuki lavorava con il dottor Grummen ed era amico intimo della figlia di Grummen Yuri, ma Mitsuki fu inghiottito da un altro mondo. Il padre, addolorato, ha poi tentato di ucciderlo. Al giorno d'oggi, è al suo secondo anno all'università Jokei e una delle persone che hanno perso conoscenza durante il "Dai Kyoumei" (lett. "Grande risonanza"). Cinque mesi dopo, si risveglia dal suo stato di coma.
Kotetsu Dōmyōji (道明寺 虎鉄?, Dōmyōji Kotetsu)
Doppiato da: Satoshi Hino
Ha i capelli neri e gli occhi grigi. Quando viene trasformato, ottiene come arma una potente Katana. È un caro amico di Chihiro e i due condividono una relazione fraterna.
Shōko Hanashima (花島 笙子?, Hanashima Shōko)
Doppiata da: Ai Kayano
Ha i capelli e gli occhi bordeaux e le lentiggini sul ponte del naso. Vive nella chiesa di Malthus. Il suo sangue si forma in uno sciame di farfalle, che può dirigere telepaticamente verso i bersagli e far esplodere.
Isshin Kakihara (柿原 一心?, Kakihara Isshin)
Doppiato da: Hiroki Tōchi
Si veste con un completo particolare indossando una giacca drappeggiata con disinvoltura sulle spalle e quasi sempre si vede fumare. Il suo armamento di sangue gli consente di creare grandi pugni per i suoi pugni. È un giornalista freelance con un interesse speciale per Chihiro dopo l'incidente di tredici anni fa quando i suoi genitori furono trovati morti.

## Anime
Nel marzo 2018 la Square Enix annunciò un adattamento anime Lord of Vermilion: The Crimson King in arrivo nell'estate dello stesso anno. La serie è prodotta dalla Square Enix e le realizzazioni delle animazioni affidate allo studio Asread e Tear Studio. La serie è stata distribuita negli USA da Crunchyroll (versione sottotitolata) e da Funimation per quanto riguarda la versione doppiata.